# 7th Symphony
7th Symphony è un album del gruppo musicale metal finlandese Apocalyptica, pubblicato il 20 agosto 2010 dalle etichette Jive e Sony.
Dal disco sono stati estratti i singoli End of Me, Broken Pieces e Not Strong Enough.

## Tracce
CD (Red Ink 63590)
1. At the Gates of Manala – 7:03 (Perttu Kivilaakso, Paavo Lötjönen, Mikko Sirén, Eicca Toppinen)
2. End of Me (feat. Gavin Rossdale) – 3:29 (Johnny Andrews, Gavin Rossdale, Toppinen)
3. Not Strong Enough (feat. Brent Smith) – 3:36 (Diane Warren)
4. 2010 (feat. Dave Lombardo) – 4:32 (Kivilaakso, Lombardo, Lötjönen, Sirén)
5. Beautiful – 2:19 (Kivilaakso)
6. Broken Pieces (feat. Lacey Mosley) – 3:55 (Fiora Cutler, Guy Sigsworth, Toppinen)
7. On the Rooftop with Quasimodo – 5:00 (Sirén)
8. Bring Them to Light (feat. Joe Duplantier) – 4:42 (Duplantier, Toppinen)
9. Sacra – 4:22 (Sirén, Toppinen)
10. Rage of Poseidon – 8:49 (Kivilaakso, Lötjönen, Sirén, Toppinen)

DVD Bonus
1. Beautiful
2. Not Strong Enough
3. End of Me
4. I Don't Care
5. Sacra
6. Bittersweet

## Classifiche
| Classifica (2010) | Posizione massima |
| ----------------- | ----------------- |
| Finlandia         | 2                 |
| Grecia            | 3                 |
| Svizzera          | 5                 |
| Polonia           | 5                 |
| Austria           | 6                 |
| Germania          | 6                 |
| Messico           | 15                |
| Stati Uniti       | 31                |
| Francia           | 34                |
| Belgio (Fiandre)  | 34                |
| Belgio (Vallonia) | 36                |
| Spagna            | 84                |

## Formazione
- Eicca Toppinen - violoncello
- Paavo Lötjönen - violoncello
- Perttu Kivilaakso - violoncello
- Mikko Sirén - batteria